# Criteuil-la-Magdeleine
Criteuil-la-Magdeleine ist eine südwestfranzösische Gemeinde mit 403 Einwohnern (Stand 1. Januar 2022) im Département Charente in der Region Nouvelle-Aquitaine.

## Geographie
Die Doppelgemeinde Criteuil-la-Magdeleine liegt in einer Höhe von etwa 50 Metern ü. d. M. etwa 24 Kilometer (Fahrtstrecke) südöstlich von Cognac; der Hauptort des Kantons, Segonzac, befindet sich etwa 12 Kilometer nördlich. Die nächstgelegene Stadt ist Barbezieux-Saint-Hilaire (etwa 10 Kilometer südöstlich).
An der südlichen Gemeindegrenze verläuft der Fluss Né, an der westlichen Seite der Bach Collimaud.

## Bevölkerungsentwicklung
| Jahr      | 1968 | 1975 | 1982 | 1990 | 1999 | 2007 | 2012 |
| Einwohner | 606  | 300  | 538  | 506  | 513  | 435  | 448  |

Bei der ersten Volkszählung in Frankreich im Jahre 1793 hatte der Ort 571 Einwohner; in der zweiten Hälfte des 19. Jahrhunderts waren es über 700 bis maximal 930. Als Nachwirkung der Reblauskrise ging die Bevölkerungszahl Ende des 19. und zu Beginn des 20. Jahrhunderts wieder auf etwa 550 zurück. Die zunehmende Mechanisierung der Landwirtschaft und der damit einhergehende Verlust von Arbeitsplätzen führten seitdem zu einem weiteren Absinken der Bevölkerungszahlen.

## Wirtschaft
Die Landwirtschaft und vor allem der Weinbau spielten in den Dörfern der Charente immer schon eine wichtige Rolle. Während Getreide, Gemüse und Ölsaaten (Sonnenblumen) vorwiegend für den eigenen Bedarf angebaut wurden, konnte man mit dem Wein- (später auch Branntwein-) Export nach England, Schottland und andere Länder Nordeuropas gutes Geld verdienen, wobei sich allerdings die Weinbauern mit dem geringeren Teil des Verdienstes begnügen mussten. Heute gehört das Südufer der Charente bei Criteuil zur Lage der Grande Champagne innerhalb des großen Anbaugebiets der Cognac-Weine. Aufgrund des Bevölkerungsrückgangs sind einige Häuser zu Ferienwohnungen (gîtes) umgebaut worden.

## Geschichte
Auf dem Gebiet der Gemeinde wurden zwei neolithische Steingräber (Dolmen) entdeckt; auch römische (Münzen) und gallorömische Kleinfunde wurden gemacht. Im Weiler Beaux Pins entdeckte man Fundamentreste einer römischen Villa, die ehemals über einen kleinen Aquädukt mit Wasser versorgt wurde. Wie die örtliche Kirche zeigt, war Criteuil im Mittelalter besiedelt; in Urkunden der Zeit hieß der Ort Christolio. Er stand unter der Grundherrschaft des etwa 12 Kilometer entfernten Bouteville, wo sich auch eine Burg befand, die in Krisenzeiten Schutz bot. Von Zerstörungen während des Hundertjährigen Krieges (1337–1453), der Hugenottenkriege (1562–1598) und der Französischen Revolution blieben sowohl Criteuil als auch La Magdeleine weitestgehend unberührt. Im Jahre 1860 schlossen sich beide Orte zu einer Gemeinde zusammen.

## Sehenswürdigkeiten

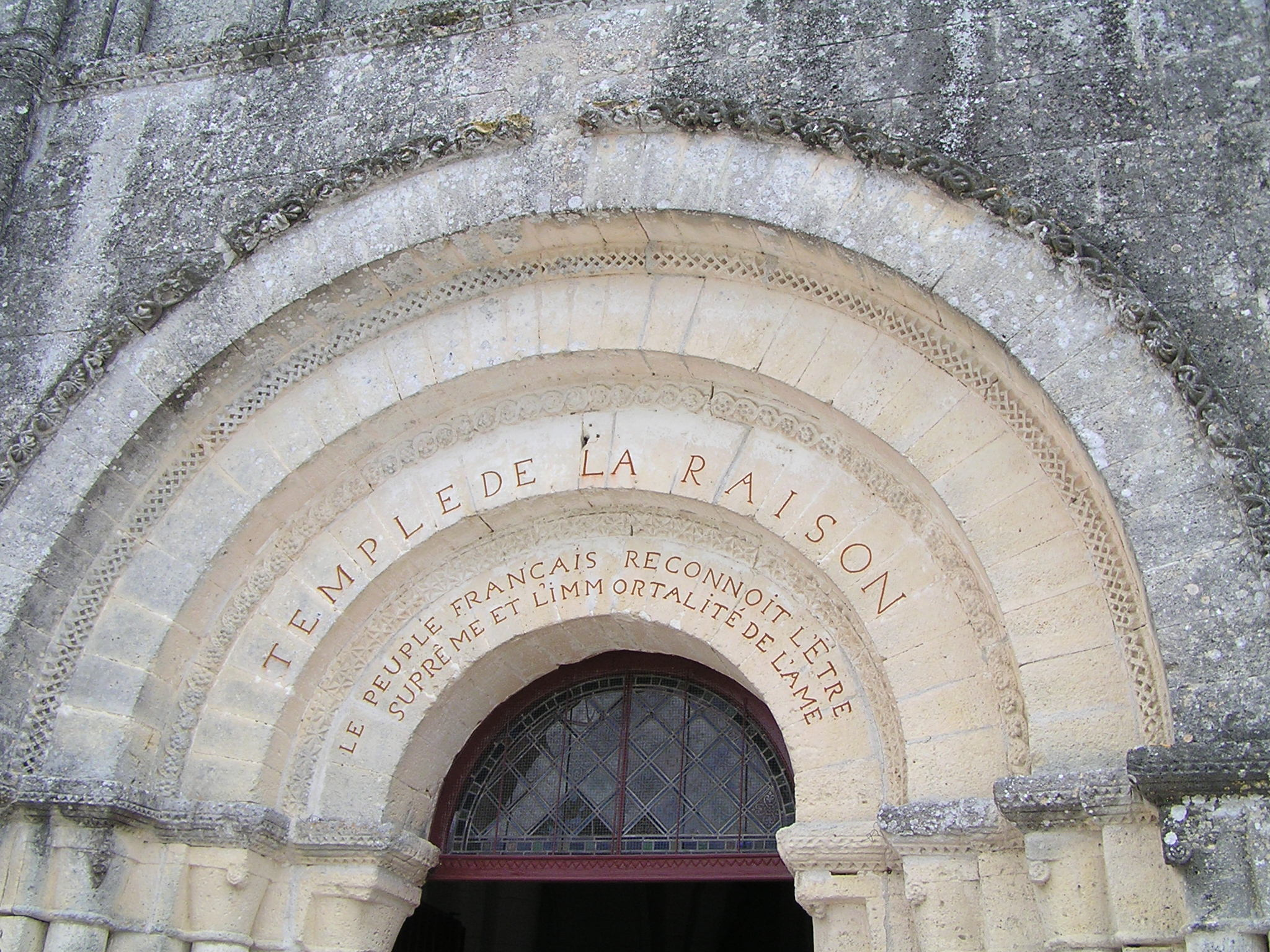
Archivolten mit Inschrift

- Die Kirche Saint-Macrin et Saint-Jean-Baptiste stammt aus dem 12. Jahrhundert und war ursprünglich möglicherweise eine Prioratskirche mit einem oktogonalen Vierungsturm, dessen Schallöffnungen in alle Himmelsrichtungen weisen; im 15. Jahrhundert wurde die Kirche auf der Nordseite um ein Seitenschiff erweitert. Die – im Gegensatz zum Langhaus – aus exakt behauenen Steinen gefügte Westfassade des romanischen Kirche zeigt die üblichen Elemente der Kirchenbaukunst der Charente (Archivoltenportal, Blendbögen, Dienste und Gesimse), die an jeder Kirche wieder neu zusammengestellt werden: Die seitlichen Dienste betonen die Vertikale, die Gesimse und ein Konsolenfries bilden den horizontalen Ausgleich. Eine Besonderheit ist die Inschrift am Portal, die vielleicht ältere Schmuckmotive ersetzt hat; sie stammt aus der Revolutionszeit und lautet: Temple de la Raison. Le Peuple Français reconnait l’Être Suprême et l’Immortalité de l’Âme („Tempel der Vernunft. Das französische Volk anerkennt das Höchste Wesen und die Unsterblichkeit der Seele“). Der Kirchenbau wurde im Jahr 1952 als Monument historique[1][2] eingestuft.
- Auf dem Friedhof steht das Grabmonument der Familie Tribot et Charrier aus der 1. Hälfte des 20. Jahrhunderts, welches im Jahr 1986 als Monument historique[3] unter Schutz gestellt wurde.

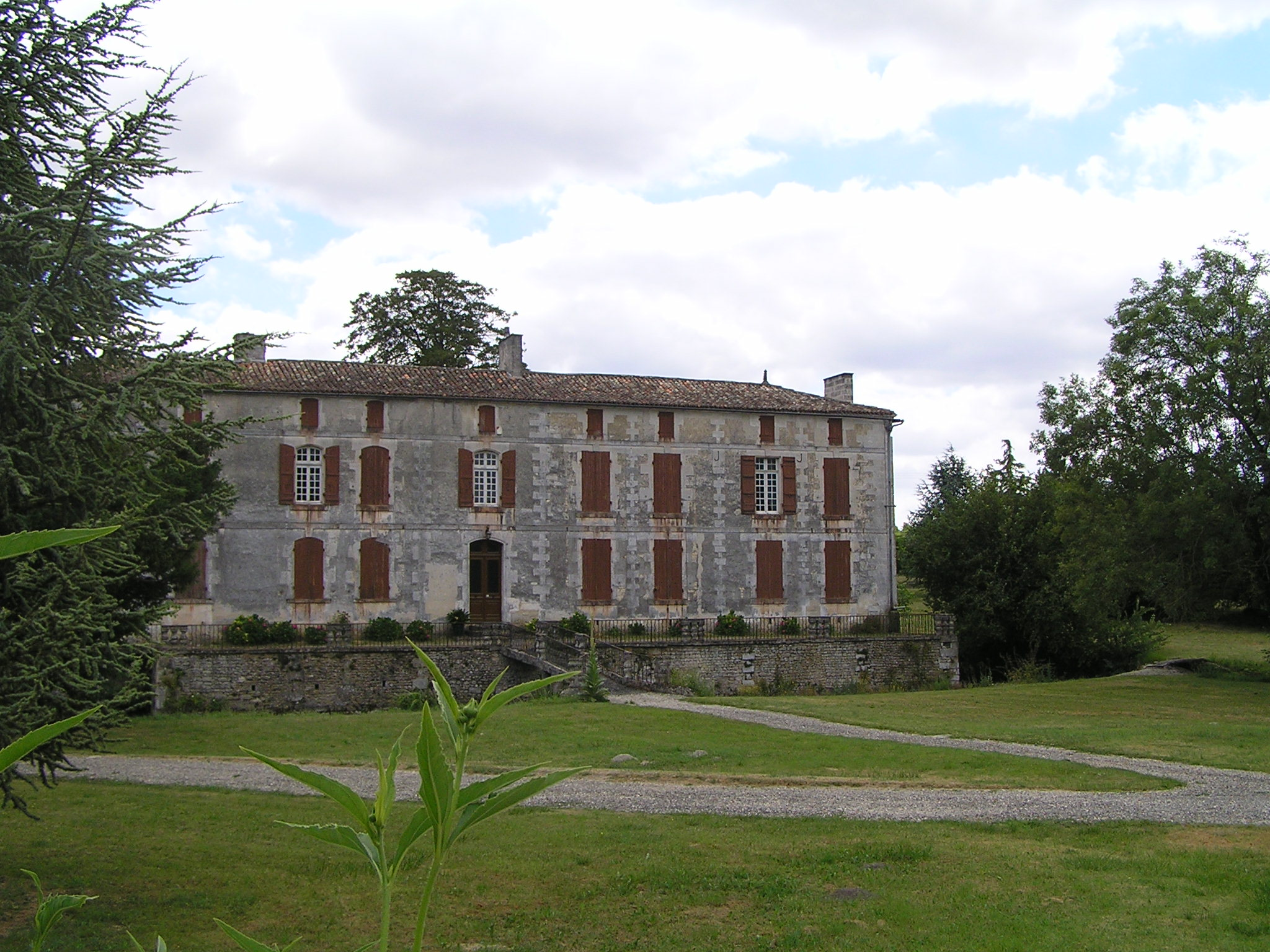
Logis de la Mothe

- Das Logis de la Mothe stammt aus dem 18. Jahrhundert, ist aber umgeben von einem Wassergraben, der möglicherweise noch von einem mittelalterlichen Vorgängerbau stammt oder aber aus nostalgischen Gründen errichtet wurde. Es ist ein zweieinhalbgeschossiger Bau mit großen Fenstern; das halbe Obergeschoss war für das Dienstpersonal vorgesehen oder diente als Lagerraum. Eine Steinbrücke führt über den Wassergraben in das Gartenparterre.
- Ein weiteres Anwesen (Maison Talluchet) ist ebenfalls denkmalgeschützt.[4]
- Der Gros-Caillou genannte Dolmen steht ebenfalls unter Denkmalschutz[5]
- Unweit des Ortes – in der Nähe des Flüsschens Né – stehen mehrere Mühlen (moulins), Brunnen (puits) und Waschhäuser (lavoirs).